# Etheostoma histrio
Etheostoma histrio is een straalvinnige vissensoort uit de familie van de echte baarzen (Percidae). De wetenschappelijke naam van de soort is voor het eerst geldig gepubliceerd in 1887 door Jordan & Gilbert.
Het is een zoetwatervis die voorkomt in rivieren en moerassen van Oost-Texas tot Alabama in het zuiden en tot Illinois en Indiana in het noorden.